# Tarocco (orange)
Espèce
L'orange tarocco est une orange sicilienne renommée, spécialité de Lentini, Francofonte, Adrano et de la vallée du Simeto. De nombreux cultivars portent ce nom. C'est un gros fruit ovale à peau fine, à pulpe plus ou moins sanguine, sans pépins.
Elle est la variété la plus cultivée parmi les IGP Orange sanguine de Sicile, aux côtés de Moro et de Sanguinello.

## Histoire
Selon Gaetano Ruggieri (voir Bibliographie), la variété tarocco a été découvert vers 1900 par un agrumiculteur passionné de Francofonte (province de Syracuse), Dinaro Gesualdo, qui avait remarqué que, dans son verger d'agrumes, il y avait un oranger qui se distinguait des autres par ses beaux fruits à peau fine et à pulpe sans pépins, teintés de rouge, d'excellente saveur. L’origine de ce plant reste inconnue ; Gesualdo a multiplié les orangers de même souche avec des greffes tirées de son verger d'agrumes.
À partir de 1905, Dinaro Gesualdo commença à diffuser le nouveau plant à Pedegaggi sous le nom de « Zenia di Dinaro » avec des résultats très encourageants. Ce nouveau type d'orange a rapidement trouvé la faveur des autres producteurs d'agrumes qui n'ont pas tardé à le diffuser et à le faire connaître. D’autres provinces de Sicile ont accueilli le nouveau fruit. Dans les années 1930, la tarocco fut introduite également en Calabre.
L'origine du mot est incertaine, le lien avec le jeu de tarot, homonyme en italien, n'est pas démontré.

## Dénomination
La tarocco est classée dans les oranges sanguines, elle n'est pas une navel même si elle peut avoir un second fruit embryonnaire. L'origine est inconnue, la plantation était déjà importante au début du XXe siècle. La production de Tarocco mentionnée dans l'Annuario statistico italiano de 1978 est à Catane de l'ordre de 10 000 t.
L'IGP  Arancia rossa di Sicilia a été enregistrée le 21 juin 1996 avec comme variétés couvertes Tarocco, Moro et Sanguinello et une zone géographique à l'ouest et au sud de Catane (diverses communes des provinces d'Enna, Catane et Syracuse.

## Cultivars et hybrides
Les oranges sanguines ne doivent pas leur coloration uniquement au cultivar mais aussi au climat (la coloration sanguine nécessite un hiver froid) et au porte-greffe. Le porte-greffe Citrange (spécialement C22) donne un fruit bien coloré, à l'opposé le porte-greffe C. macrophylla nuit à la coloration. Encore faut-il distinguer selon les cultivars. Depuis 1990, les chercheurs du CREA (Acireale) ont sélectionné les cultivars les plus pigmentés après un gros travail de multiplication.

### Description

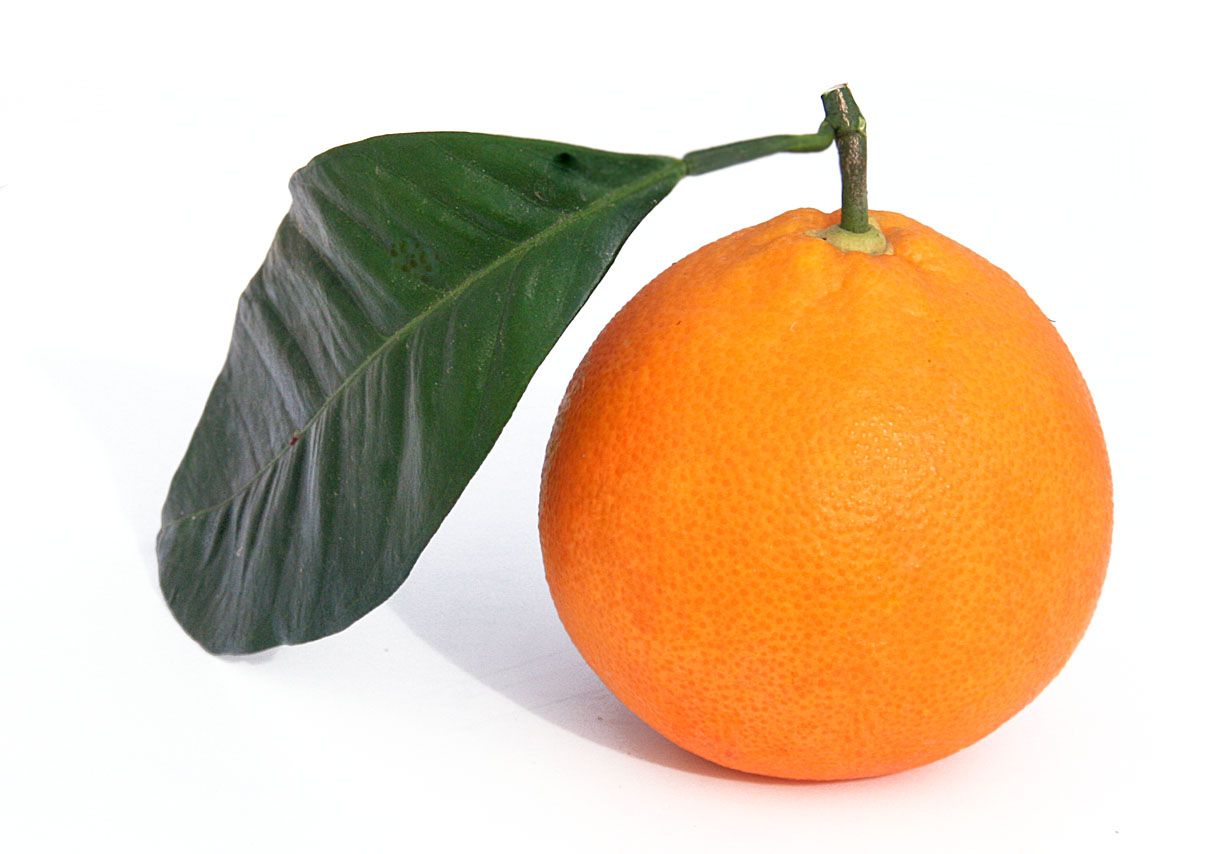
Orange Tarocco avec au sommet un collier ou museau proéminent

Oranger dense, épineux, moyennement vigoureux. Fruits subovales de taille moyenne; le poids varie entre 200 et 250 g, à grande de jaune à rouge-orange, pulpe orange ou rouge/violacée, moins coloré que Moro.
Largement plantée en Sicile, elle se cultive aussi en Espagne (sous les noms de cultivars Tarocco Rosso et Tarocco Ippolito), au Maroc et en Afrique du Sud.
La pigmentation sanguine est due à la présence de composés bioactifs dont 10 anthocyanes, 7 dérivées de cyanidine et 3 de delphinidine, la cyanidine 3-(6″-malonylglucoside) et la cyanidine 3-glucoside. 3 gènes codants sont impliqués dans la régulation des anthocyanes chez Tarocco.

### Obtentions contemporaines
A. Gentile et G. Distefano donnent 20 cultivars d'orange Tarocco, plus ou moins pigmentés et de maturité étalée de décembre (Tapi obtention Acireale 1975 à pulpe intensément colorée, asperme et TDV Tarocco Degenerazione delle Vesichette sélection CRA-IEC Acireale 1976) à avril (Tarocco Meli NL C 8158, clone Meli, Acireale, 1988) et mai (Tarocco Messina rotondo, Acireal 1988, fruit un peu plus petit que les Tarocco classiques).

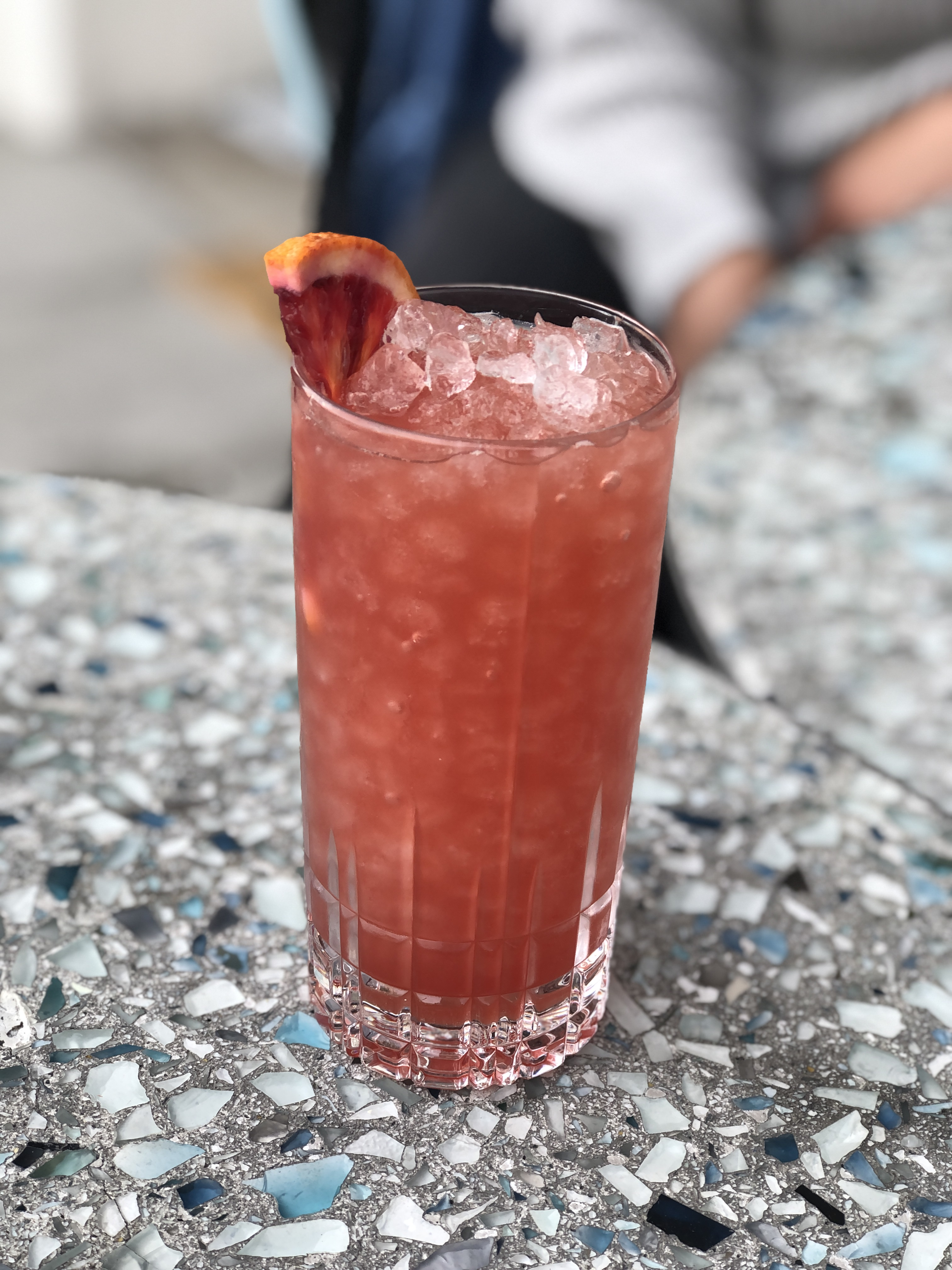
Spritz au jus d'orange sanguine et vin pétillant

L'inventaire (2006) de la Région Sicile décrit 14 cultivars d'oranges pigmentées (sanguines) dont 13 Tarocco. Les cultivars notables sont:
- Tarocco Scirè est la variété originale découverte par les frères Scirè, la plus répandue,
- Tarocco Sciara fruit de grande taille avec un rendement en jus élevé, faible pigmentation anthocyanique,
- Tarocco San Alfio tardive, faible pigmentation anthocyanique,
- Tarocco Rosso VCR, forte pigmentation anthocyanique à maturité,
- Tarocco Lempso autre forte pigmentation anthocyanique y compris la peau et teneur élevée en acidité[21]. Sa teneur en flavanones est spécialement élevée[22] tout comme l'activité anti-inflammatoire et antioxydante (en modèle murin[23]).

### Les hybrides
- Tacle (clementine Monreal 2x × orange Tarocco 4x), TA = Tarocco CLE = clémentine est un hybride triploïde commercialisé depuis 2000 (400 ha en culture),
- Mandared (clementine Nules 2x × orange Tarocco 4x), mandarine sanguine obtenue en 2004[10].

## Une orange à jus
L'Italie est le principal producteur de jus d'oranges sanguines dont le rendement en jus en moins bon que les oranges blondes. Les Tarocco produisent un jus d'orange coloré, qui ne se différencie pas par son gout mais spécialement riche en vitamine C (118 à 195 mg/ 250 ml) et en flavanones, le niveau de sucre est de 12 à 12,5 ° brix et le pH est acide (3,5).

## Huile essentielle
L'HE de tarocco contient du limonène comme composant majoritaire (84,5%), M. Sawamura mentionne (2011) ensuite l'α-terpinène. Elle présente une activité antioxydante très élevée, une des plus hautes avec les citrons Eureka et Lisbon, le yuzu, hassaku, le sudachi.
Une comparaison des compositions de HE de fleurs et de feuilles de Washington navel, Tarocco et Sanguigno a été publiée en 2016. En 2022 une étude chinoise compare l'HE d'écorce de Tarocco et celle des mandarines, elle montre une plus forte diversité des métabolites chez la mandarine, les 10 principaux métabolites présents chez Tarocco sont des terpénoïdes (6 composés), esters (2) et des phénols (2).